# Campeonato Mundial de Ciclismo en Ruta de 1992

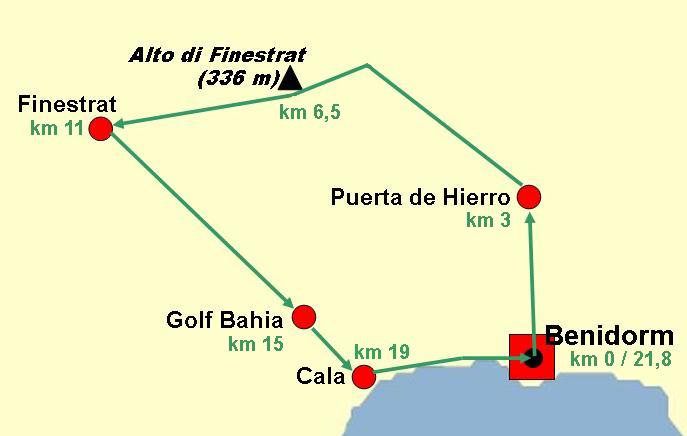
Ruta del Campeonato Mundial de Ciclismo en Ruta 1992

Los Campeonatos del Mundo de ciclismo de 1992 se celebraron en Benidorm, España el 5 de septiembre y 6 de septiembre. Al ser año olímpico, todos los eventos olímpicos sirvieron como campeonatos del mundo, dejando sólo la carrera profesional de carretera y la prueba de contrarreloj femenina por disputarse.

## Resultado
| Evento                             | Oro                                                                          | Oro        | Plata                                                                     | Plata | Bronce                                                                                   | Bronce |
| ---------------------------------- | ---------------------------------------------------------------------------- | ---------- | ------------------------------------------------------------------------- | ----- | ---------------------------------------------------------------------------------------- | ------ |
| Pruebas masculinas                 |                                                                              |            |                                                                           |       |                                                                                          |        |
| Hombres - Carreras en línea        | Gianni Bugno · Italia                                                        | 6h 34' 28" | Laurent Jalabert Francia                                                  | s.t.  | Dimitri Konyshev · Rusia                                                                 | s.t.   |
| Pruebas femeninas                  |                                                                              |            |                                                                           |       |                                                                                          |        |
| Mujeres - contrarreloj por equipos | Estados Unidos Bunki Bankaitis-Davis Jan Bolland Jeanne Golay Eve Stephenson | 1h 03' 30" | Francia Jeannie Longo-Ciprelli Catherine Marsal Corinne Legal Cécile Odin | + 13" | Rusia · Nadezhda Kibardina · Natalja Grinina · Goulnara Fatkullina · Alexandra Koliaseva | + 46"  |